# 克拉玛依油田
克拉玛依油田，地处新疆克拉玛依市，是大庆油田投入开发之前中国最大的油田，2022年新疆油田在全国油气产量中排名第九。
“克拉玛依”，维吾尔语为“قاراماي”，即“黑油”之音，因克拉玛依市市区东北部有天然沥青山丘——“黑油山”而得名。

## 历史
1951年，中苏石油公司开始普查勘探。
1955年10月29日，新疆准噶尔盆地西北缘黑油山地区1号探井（克拉玛依一号井）喷出工业油流。
1956年，投入试采，年产原油1.6万吨。
1960年，克拉玛依年产原油达163.6万吨，占当年全中国天然石油产量的39％。
1991年11月9日，马庄气田投入开发。
2000年3月22日，百口泉油田百重7井区正式投入开发。
2002年12月22日,克拉玛依油田年产原油突破1000万吨

## 产量
- 2010年，克拉玛依油田生产原油1089万吨，日均22.2万桶；累计新建原油产能132.25万吨；总计生产天然气38亿立方米。[2]
- 2015年生产原油1180.0万吨；生产天然气31.4亿立方米[3]
- 2020年生产原油1320.0万吨；生产天然气36.3亿立方米[4]